# Le Gavroche
Le Gavroche (Gadebarnet) er en restaurant på Upper Brook Street 43 i Mayfair, London, der blev åbnet af Michel og Albert Roux i 1967. De oprindelige lokaler lå på Lower Sloane Street indtil 1981. Restaurantens navn stammer fra karakteren Gavroche i Victor Hugos Les Misérables.

## Oversigt
Restauranten tilbyder klassisk fransk mad, om end nogle retter er mere moderne. Blandt de mere bemærkelsesværdige retter er Soufflé Suissesse (ostesoufflé bagt på piskefløde), Le Caneton Gavroche (helposjeret and i en let consommé serveret med tre saucer til to), og Omelette Rothschild.
Alberts søn Michel Roux Jr overtog køkkenet i 1991. Under hans forvaltning er Le Gavroche konsekvent blevet placeret i Restaurant's Top 50. Restaurantens to chefkokke er Rachel Humphrey og Gaetano Farucci.
Kokke, der har arbejdet i køkkenet hos Le Gavroche, inkluderer Marco Pierre White, Gordon Ramsay, Marcus Wareing, Pierre Koffmann, Bryn Williams, Michael Smith, Konstantin Filippou og Monica Galetti.

Le Gavroche er listet i Guinness Book of World Records som den restaurant, der har serveret det dyreste måltid pr. hoved, efter at tre gæster brugte 20.945 dollars på et måltid (inklusive cigarer, spiritus og seks flasker vin, der koster 19.248 dollars) i september 1997.

## Personale
Silvano Giraldin, Le Gavroches General Manager, trak sig i 2008 tilbage efter at have arbejdet for restauranten 37 år. Giraldin er stadig en af Le Gavroches direktører.
David Coulson, der blev nummer to i 2010-udgaven af MasterChef: The Professionals, accepterede et tilbud om ansættelse fra Michel Roux Jr under de sidste faser af showet og skulle begynde sin ansættelse hos Le Gavroche som chef de partie i januar 2011. Den nuværende (2016) chefkok er Rachel Humphrey.

## Michelinstatus
I 1974 var Le Gavroche den første restaurant i Storbritannien, der modtog en Michelinstjerne, og restauranten var også den første britiske restaurant, der modtog to Michelinstjerner, dette i 1977, mens den stadig var beliggende på Lower Sloane Street. Efter at være flyttet til de større Upper Brook Street-lokaler blev restauranten i 1982 den første restaurant i England, der blev tildelt tre Michelinstjerner. Restauranten bevarede de tre stjerner indtil 1993, hvor den mistede en stjerne. Vedrørende tabet af den tredje stjerne sagde Michel Roux Jr, at "bestemt ville jeg elske tre stjerner. Jeg tror på systemet, og anerkendelsen ville være vidunderlig. Men jeg laver ikke den form for mad. Der er retter, der er værdige til det, men min stil passer virkelig ikke til den status."

## Kontroverser
I november 2016 viste det sig, at nogle ansatte blev betalt ned til 5,50 pund i timen. Dette var betydeligt mindre end den lovlige mindsteløn i 2016 på 7,20 pund per arbejdstime. Restauranten har siden forpligtet sig til at gennemgå og øge lønningerne og den tid, restauranten er lukket, for at reducere personalets arbejdstimer. Restauranten betragtede yderligere serviceafgiften som restaurantindtægter frem for drikkepenge, som det almindeligvis forstås at være.